# Pech de l’Azé

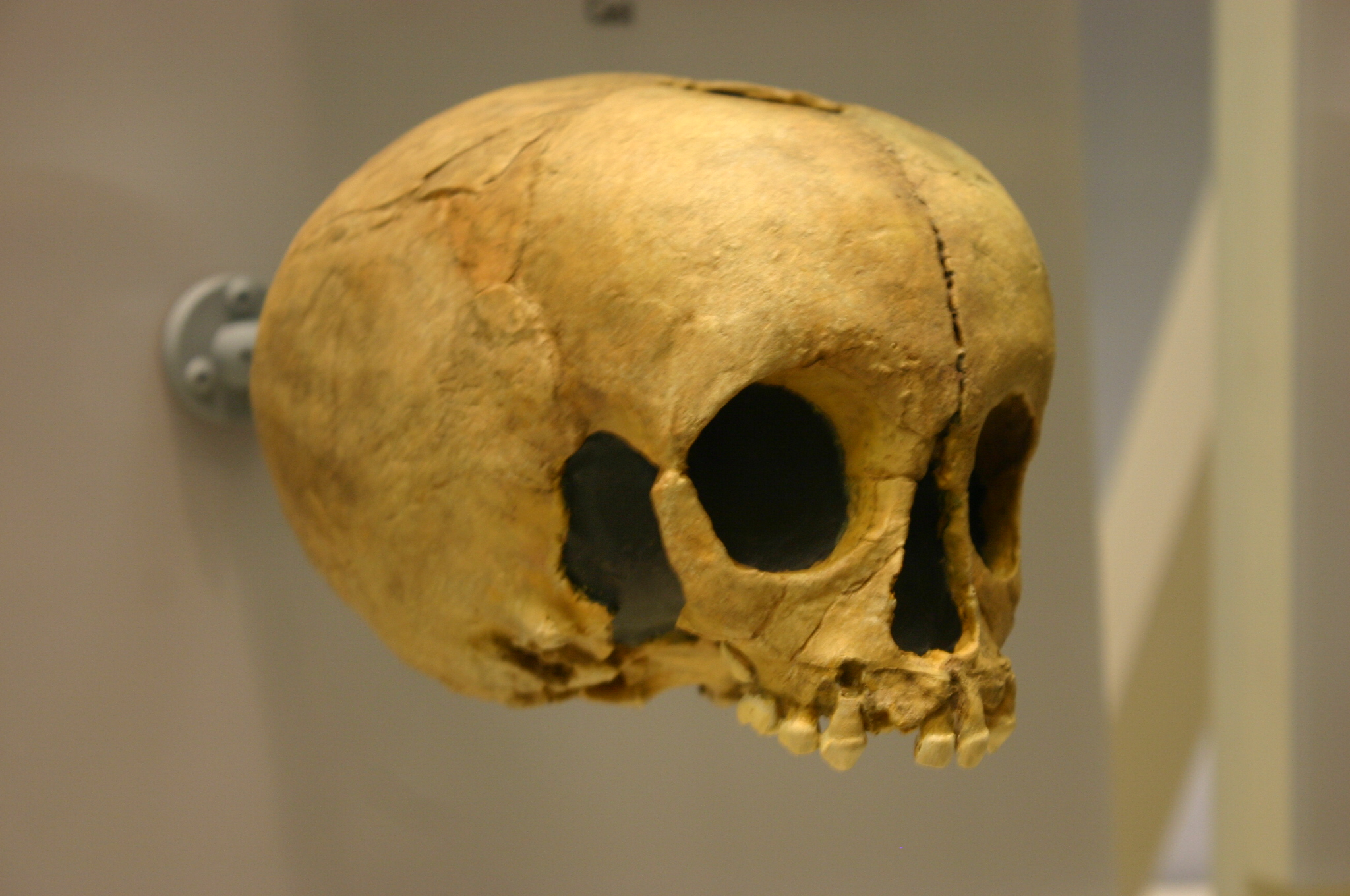
Schädel eines Neanderthaler-Kinds aus der Pech de l'Azé, im Smithsonian Museum

Pech de l'Azé (deutsch "Eselshügel") oft auch als Pech de l'Aze oder nur Pech bezeichnet, ist eine archäologische und paläoanthropologische Fundstätte in Carsac im französischen Département Dordogne. Ihre vier Fundstellen sind von großer Bedeutung für die Erforschung des Alt- und des Mittelpaläolithikums.

## Geographische Lage
Pech de l'Azé ist eine Anhöhe oberhalb des kleinen Trockentals la Font de Farges, auch Ruisseau de Farge, das zum Enéa führt, einem rechten Nebenfluss der Dordogne. Der Hügel wird von einer wand aus dem Coniacium gekrönt, zu deren Füssen die vier Fundstellen liegen. 
- Pech I, auch Höhle von Pech de l'Azé ist die älteste bekannte Höhle im Périgord mit prähistorischen Funden,
- Pech II ist der Hinterausgang der etwa SE-NW-verlaufenden Höhle.
- Pech III ist eine etwas weiter abseits gelegene kleinere Höhle 30 Meter westlich von Pech II
- Pech IV ist ein eingestürzter Abri 80 Meter talabwärts von Pech I. Die Fundstätten liegen auf etwa 130 Meter über N.N., unmittelbar daneben verlaufen die mittlerweile stillgelegte Bahnstrecke Sarlat - Carsac, sowie die D 704.

## Geschichtliches
Pech I wurde 1815 von F. Jouannet entdeckt und 1818 beschrieben. In der Folgezeit besuchten zahlreiche Archäologen die Höhle, darunter Édouard Armand Lartet (1801–1871) und Henry Christy (1810–1865) im Jahr 1863. Grabungen wurden 1908 von Denis Peyrony, 1929 von Raymond Vaufrey, 1948 von François Bordes (1919–1981) und 1951 von Maurice Bourgon durchgeführt. Bordes und Bourgon waren es dann, die den zweiten Zugang, Pech II, fanden. Pech II besteht aus zwei Teilen, dem Höhlenteil (Pech IIa) und einem davor gelegenen Abri (Pech IIb). Intensive Untersuchungen von Bordes führten schließlich zur Entdeckung von Pech III und Pech IV.

## Fundstätten

### Pech I
Die ältesten Schichten in der Höhle Pech I sind als ins Mindel-Riß-Interglazial gehörig eingestuft worden und enthalten Steinwerkzeuge aus dem Acheuléen. Darüber folgen Lagen aus der Riß-Kaltzeit und aus der Würm-Kaltzeit (Würm II - Lagen 3 bis 7).

### Pech II
In Pech II sind Überreste von Feuerstellen gefunden worden. Die Feuerstellen bestehen aus Bodenvertiefungen, manchmal umgeben von geröteten Steinen, in den Vertiefungen finden sich verbrannter Boden und schwarze Asche. In einer der Schichten aus dem Acheuléen wurde ein beschnitzter Knochen entdeckt. In höheren Lagen aus dem Moustérien (Moustérien de tradition acheuléenne, MTA) fanden sich mehrere Stücke Eisenocker und Mangandioxid. Die Brocken zeigen Trimmspuren, manche wurden dabei sogar direkt zu "Schreibkreiden" geformt. In einer dieser Lagen stießen Peyrony und L. Capitan auf den zerdrückten Schädel eines weniger als vier Jahre alten Neandertalerkindes. Pech II war vorwiegend im Moustérien zu Beginn der letzten Eiszeit aufgesucht worden.
Laut Bordes zeigt Pech II (Abri) folgenden Aufbau (vom Hangenden zum Liegenden):
- Abdeckung aus Boden und rötlichem Sand.
- Lage 1, ihr Oberteil führt Abschlagsreste und eine Klinge aus dem Solutréen, der Mittelteil ist steril, der Unterteil enthält Moustérien des Quina-Typs (Moustérien Charentien) und Reste von Bos sp. und Rangifer tarandus.
- Die rötliche sandige Lage 2 führt reines Moustérien.
- Lage 3 enthält Moustérien mit gezähnten Abschlägen, als Fauna sind vorhanden Equus caballus (dominierend) und Bos sp.
- In Lage 4 (diese ist nur in der Höhle vorhanden) befindet sich eine Feuerstelle, ansonst wie Lage 3.
- Lage 5 ist steril. Sie enthält als Besonderheit Frostmusterböden in Form von Steinnetzen und Steinpolygonen – dies deutet auf Permafrostbedingungen hin. In der Höhle finden sich in dieser Lage von Mangandioxid geschwärzte Faunenreste, Hartböden und vereinzelte Silexartefakte.
- In Lage 6 finden sich Abschläge in Levallois-Technik. Die Fauna besteht aus Equus caballus, Bos sp., Cervus elaphus, Ursus speleus, Canis lupus, Hyaena spelea, Lepus sp., Marder, Raub-  und Sperlingsvögel.
- In Lage 7 tauchen die ersten bearbeiteten Silexfunde auf, die Fauna ist dieselbe wie in Lage 8 zuzüglich Canis lupus, Canis vulpus, Lepus sp. und ein Raubvogel.
- Lage 8 besitzt dieselbe Fauna wie Lage 9 darunter zuzüglich Hyaena spelea.
- Lage 9 weist Überreste von Equus caballus (sehr häufig), Bos sp., Cervus capreolus und Cervus elaphus, Rhinoceros mercki (3 Molare) sowie Ursus speleus auf.
- Sterile, 1 Meter dicke Brekzie mit Elementen des Sidérolithique.
- Anstehendes Coniacium.

Die tiefen Lagen sind laut Bordes prä-Mousterien und stammen wahrscheinlich aus dem mittleren Acheuléen. Rhinoceros mercki deutet hierbei noch auf gemäßigte klimatische Bedingungen.
Datierungen mittels der Uran-Zerfallsreihe und mittels ESR ergaben nun, dass Pech II zwischen den OIS 6 bis 3 besiedelt war, d. h. ab dem Ende Riß-Kaltzeit vor rund 150000 bis zum Beginn des Würm II vor zirka 60000 Jahren BP. Die tieferen Lagen 5 bis 9 werden demnach mit dem OIS 6 korreliert, die höheren Lagen 2 bis 4 aus dem Würm II situieren sich zwischen dem mittleren OIS 5 (Eemium) und OIS 3. Lagen 3 und 4 enthalten typisches Moustérien und gezähntes Moustérien, Lage 2 reines Moustérien.

### Pech III
Die Abfolge in Pech III ist sehr ähnlich derer in Pech II. Sie weist sieben Niveaus aus dem Moustérien auf; darunter befanden sich Rhinocerosknochen (Rhinoceros mercki) sowie eine noch tiefer liegende 300.000 Jahre alte Schicht aus dem Acheuléen.
Bordes gibt folgende Abfolge an:
- Abdeckung.
- Rötlicher toniger Sand mit größeren Kalkbrocken. Entspricht den Lagen 6 bis 8 von Pech II mit analogen Artefakten und Fauna.
- Lage mit abgerundeten Kalkbrocken. Entspricht der Lage 9, ebenfalls mit einer vergleichbaren Fauna.
- Graue, sterile Tonschicht.

### Pech IV
Pech IV ist eine sehr bedeutende Fundstelle des Moustérien. Vor einer Felswand liegt ein Schuttfächer, in dem François Bordes in seinen von 1970 bis 1977 durchgeführten Untersuchungen mehr als zwanzig archäologische Niveaus erkennen konnte. Die Fundstelle war zwischen 1999 und 2002 von Harold L. Dibble und Shannon McPherron, amerikanischen Neandertalspezialisten, einer minutiösen Grabung unterzogen worden, die dann von einem internationalen Team fortgesetzt wurde.
Das Moustérien in Pech IV baut sich unterhalb den eingestürzten Felsbrocken eines ehemaligen Abris wie folgt auf (von jung nach alt):
- Moustérien de Tradition acheuléenne (MTA - spätes Moustérien) - Schichten G, F, E und D
- Typisches Moustérien - Schichten I und H
- Asinipodien - Schicht J
- Typisches Moustérien - Schichten X, Y und Z

Die unterste Lage (Schichten X, Y und Z) enthält für eine von Neandertalern bewohnte Stätte ungewöhnlich viele begrenzte, linsenartige Feuerstellen und verbrannte Steinartefakte. Das darüberliegende Asinipodien (Schicht J, insbesondere die Niveaus J3a und J3b) ist eine sehr spezielle Steinwerkzeugindustrie bestehend aus sehr vielen, sehr kleinen Artefakten, welche mit großen Artefakten (Abschläge und Steinkerne) kombiniert sind. Diese Industrie ist bisher nur von Pech IV bekannt.
Folgende Steinwerkzeuge fanden sich in Pech IV:
- Faustkeile.
- Schaber.
- Gekerbte Abschlagblättchen (engl. notched flakes oder nur notches).
- Gezähnte Abschlagplättchen (engl. denticulates - sind aus gekerbten Abschlägen entstanden).
- Steinkerne, hervorgegangen aus der Levallois- und der Kombewa-Technik.

Der später eingestürzte Abri Pech IV dürfte während der Würm-Kaltzeit im Zeitraum zwischen 90000 bzw. 80000 bis 35000 Jahren BP von Neandertalern gelegentlich aufgesucht und auch bewohnt worden sein, mehr dauerhaft wahrscheinlich während des Winterhalbjahrs. Belegt wird dies anhand von vereinzelten Zahnfunden von Neandertalern.